# Fernando Hilbeck
Fernando José Hilbeck Gavaldá (Madrid, 7 de julio de 1933-Madrid, 18 de abril de 2009) fue un actor español de ascendencia inglesa por vía paterna.

## Biografía
Creció en la ciudad de Lima, donde se doctora en Filosofía y Letras y debuta en el teatro. Se traslada después a Roma y actúa en los teatros Pirandello y De Servi durante dos años. También en Italia debuta en el cine en 1961 con la película Francisco de Asís, de Michael Curtiz.
De regreso a España, interviene en coproducciones como Campanadas a medianoche (1965), de Orson Welles y también en algún spaghetti western. Igualmente rueda películas estrictamente españolas, a las órdenes, entre otros, de Juan Antonio Bardem (El último día de la guerra, 1969; El puente, 1976), Luis García Berlanga (La escopeta nacional, 1977) y Pedro Almodóvar (Salomé, 1978, Pepi, Luci, Bom y otras chicas del montón, 1980). En 1985 a las órdenes de Paul Verhoeven rueda Los señores del acero junto con Rutger Hauer y Jennifer Jason Leigh y otros actores españoles como Simón Andreu.
También en televisión intervino en series ya clásicas de TVE como Escrito en América (1979), La Barraca (1979), Verano azul (1981), Don Baldomero y su gente (1982), Tristeza de amor (1986) o Miguel Servet, la sangre y la ceniza (1989). Fuera de España trabajó en la serie italiana Yedra que en su versión original tenía por título Edera. 